# Tęcznik liszkarz
Tęcznik liszkarz, liszkarz tęcznik (Calosoma sycophanta) – gatunek chrząszcza z rodziny biegaczowatych i plemienia Carabini. W Polsce objęty jest częściową ochroną gatunkową.

## Opis
Osiąga od 18 do 35 mm długości. Wyróżnia się boczną obwódką przedplecza zanikającą na krótko przed jego podstawą. Ciało czarne z niebieskawym zabarwieniem. Pokrywy skrzydeł określane jako metalicznie zielonozłote, szmaragdowozielone z czerwonozłotym metalicznym połyskiem lub niebieskozielone, niekiedy czerwonawe, przedplecze niebieskie lub czarnoniebieskie, spód ciała granatowy.

## Biologia i ekologia
Jeden z najbardziej pożytecznych owadów europejskiej fauny. Larwy i owady dorosłe z powodu swej żarłoczności niszczą olbrzymie ilości larw, poczwarek i gąsienic brudnicy nieparki, brudnicy mniszki, strzygoni choinówki, barczatki sosnówki, poprocha cetyniaka i innych gatunków żerujących na drzewach.
Tęcznik żyje w formie dorosłej ok. 2–3 lata (nawet do 4 lat) i w tym czasie jeden osobnik zjada 200-400 gąsienic lub poczwarek leśnych owadów (larwa przed przepoczwarzeniem pożera ich dodatkowo około 40). Samica składa wiosną, płytko w glebie, 100-200 białych, eliptycznych (2x4 mm) jaj. Rozwój embrionalny trwa zaledwie 4-10 dni. Larwa rozwija się 2 tygodnie, a następnie przepoczwarcza w glebie. Młody chrząszcz wylęga się jeszcze tego samego roku, lecz pozostaje w ziemi na zimę.
Postacie dorosłe tego chrząszcza jesienią zagrzebują się w glebie do 0,5 m lub szukają schronienia w wypróchniałych pniach i tak zimują. Swoje kryjówki opuszczają na początku czerwca. Okres letniej aktywności trwa jedynie ok. 50 dni, a na spoczynek zimowy udaje się już w sierpniu.
Najczęściej można go spotkać w borach sosnowych do wysokości 1500 m n.p.m.. Tęczniki dobrze biegają po drzewach.

## Występowanie
Naturalny zasięg tego chrząszcza obejmuje Palearktykę, gdzie znaleziony został w krajach takich jak: Albania, Armenia, Austria, Belgia, Bośnia i Hercegowina, Bułgaria, chiński Sinciang, Chorwacja, Cypr, Czechy, Dania, Estonia, Francja, Wielka Brytania, Niemcy, Grecja, Węgry, Iran, Włochy, Kirgistan, Kazachstan, Łotwa, Litwa, Macedonia Północna, Mołdawia, Maroko, Holandia, Polska, Portugalia, Rumunia, Rosja, Słowacja, Słowenia, Hiszpania, Szwecja, Syria, Szwajcaria, Tadżykistan, Turkmenistan, Turcja, Tunezja, Ukraina i Uzbekistan.
W latach 1907–1910 z powodzeniem introdukowany został do Stanów Zjednoczonych w celu biokontroli tamtejszych szkodliwych gąsienic. Szybko się tam rozprzestrzenił. W roku 1929 udała się jego aklimatyzacja na wyspie Jawie